# Oglinda spartă (film)
Oglinda spartă (în engleză The Mirror Crack’d) este un film polițist britanic din 1980, inspirat din romanul omonim din 1962 al Agathei Christie și regizat de Guy Hamilton. Ca urmare a succesului public și critic al ecranizării Crima din Orient Express (1974) a lui Sidney Lumet, care a fost nominalizată la șase premii Oscar și a câștigat unul dintre ele, compania britanică EMI Films a realizat alte trei filme după romanele Agathei Christie: Moarte pe Nil (1978), Oglinda spartă (1980) și Crimă sub soare (1982). Rolul principal în acest film, Miss Jane Marple, a fost interpretat de Angela Lansbury, iar în alte roluri apar vedete de cinema precum Geraldine Chaplin, Tony Curtis, Edward Fox, Rock Hudson, Kim Novak și Elizabeth Taylor. Filmările au fost realizate pe platourile Twickenham Film Studios din Twickenham (Londra) și pe teritoriul comitatului englez Kent.
Subiectul filmului îl constituie moartea prin otrăvire a unei femei localnice la o serbare câmpenească organizată cu ocazia începerii filmării unei drame istorice în micul sat englezesc St Mary Mead (localitatea de reședință a lui Jane Marple). Femeia băuse un cocktail care fusese destinat vedetei de cinema Marina Gregg, de aceea toată lumea este sigură că Marina a fost victima intenționată a crimei și nu o localnică inofensivă. Ulterior au loc mai multe accidente, precum și o altă crimă, iar Miss Marple, care era imobilizată în casă după ce-și scrântise un picior, reușește să descopere soluția acestui caz. Filmările au fost realizate pe platourile Twickenham Film Studios din Twickenham (Londra), dar și în mai multe locuri din comitatul englez Kent.
Oglinda spartă este a treia ecranizare a unui roman al Agathei Christie pe care a produs-o compania EMI, după Crima din Orient Express (1974) și Moarte pe Nil (1978). Toate aceste trei ecranizări ale romanelor Agathei Christie au fost destul de fidele textului literar original. La fel ca și alte ecranizări după operele Agathei Christie, Oglinda spartă se bazează pe o distribuție stelară, pe decorurile naturale bine alese, pe costumele elegante ale personajelor și pe dialogurile tăioase între unele personaje.
Recenziile critice publicate în perioada lansării au scos în evidență calitatea interpretărilor actoricești ale vedetelor de cinema din distribuția filmului, îndeosebi excesul de energie și umorul Angelei Lansbury, comparabile cu cele ale predecesoarei ei din anii 1960, Margaret Rutherford. Criticii ulteriori au lăudat reconstituirea veridică prin imagini și muzică a atmosferei de epocă a anilor 1950 (când are loc acțiunea filmului), dar au reproșat lipsa de coeziune a distribuției acestui film, în contrast cu ceea ce se întâmplase în cazul filmului Crima din Orient Express, și interpretarea insuficient de fidelă a caracterului personajului principal de către Angela Lansbury.

## Rezumat
Inspectorul de poliție Gates ajunge într-o noapte furtunoasă la un conac englezesc de la țară și este întâmpinat cu reținere în salon de un grup format din Sir Derek Ridgeley, stăpânul casei, Lady Amanda, soția lui Sir Derek, unii membri ai familiei sale și câțiva oaspeți. Neintimidat de această primire rece, inspectorul dezvăluie secretul îngrozitor al fiecărei persoane, inclusiv al majordomului, iar în momentul când este pe cale să anunțe cine este ucigașul lordului Fenley acțiunea se întrerupe brusc și ecranul devine negru. Proiectorul care difuza filmul polițist Murder at Midnight în sala de cinema a micului sat St Mary Mead s-a defectat din nou, așa cum se întâmplase de mai multe ori în ultima vreme, luminile se aprind în sală, iar Miss Jane Marple se ridică atunci de pe scaun și se pregătește să plece, renunțând să mai aștepte continuarea filmului deoarece l-a identificat deja pe criminal. În timp ce se îndreaptă către ieșire, Miss Marple explică celorlalți spectatori soluția crimei.
La scurt timp după acest eveniment, locuitorii satului englezesc St Mary Mead (localitatea de reședință a lui Jane Marple) din comitatul Kent sunt încântați să afle că o mare companie de producție de la Hollywood urmează să filmeze acolo în anul 1953 o dramă istorică despre Maria Stuart, regina Scoției (1542–1567), cu două vedete celebre de cinema: Marina Gregg (în rolul reginei Maria Stuart) și Lola Brewster (în rolul reginei Elisabeta I a Angliei). Cele două actrițe sunt vechi rivale, care speră să revină în atenția publicului prin acest film. Marina revine pe platourile de filmare după o absență de câțiva ani cauzată de o cădere nervoasă, pe care o suferise atunci când născuse un băiat cu afecțiuni cerebrale severe. Ea sosește în sat împreună cu soțul ei, regizorul Jason Rudd, și cu secretara acestuia, Ella Zielinsky, și închiriază conacul Gossington Hall de la văduva Bantry. Vestea că va trebui să joace alături de Lola Brewster îi provoacă Marinei o criză de isterie. Lola sosește în sat curând, împreună cu soțul ei, producătorul de film Marty N. Fenn.
Compania de producție de film organizează o recepție la conacul Gossington Hall pentru ca localnicii să aibă ocazia să întâlnească celebritățile sosite în satul lor. Invitația la recepție creează o stare de euforie în rândul localnicilor, care se adună în număr mare la conac. Lola și Marina se întâlnesc acolo față în față și schimbă câteva vorbe tăioase pe un ton sarcastic, în timp ce zâmbesc și pozează pentru fotografi. În timpul recepției, Marina este abordată de Heather Babcock, o admiratoare înfocată, care-i povestește cu încântare că a mai întâlnit-o o dată cu ocazia unui spectacol organizat pentru soldații britanici în cursul celui de-al Doilea Război Mondial. Heather, care era internată atunci într-un spital de campanie și plecase de acolo pe ascuns, urmărise spectacolul din culise și îi ceruse actriței un autograf, iar apoi o sărutase. După încheierea povestirii, Heather bea un cocktail care fusese destinat Marinei și moare otrăvită cu fenobarbital.
Toată lumea este sigură că Marina a fost victima intenționată a crimei și nu o localnică inofensivă. Marina primise amenințări anonime cu moartea compuse din tăieturi din ziare, iar apoi descoperă cu spaimă că i-a fost turnat arsenic în ceașca cu cafea pe care o primise pe platoul de filmare. Principalii suspecți sunt Ella Zielinsky, secretara lui Jason Rudd, care este îndrăgostită în secret de el, și Lola Brewster, care vrea să joace rolul principal în film. Inspectorul șef Dermot Craddock, detectivul de la Scotland Yard însărcinat cu investigarea crimei, este nedumerit și îi cere ajutor mătușii sale, Miss Marple, care căzuse în timpul recepției de la conac și suferise o entorsă la gleznă, iar acum era imobilizată în casă. Servitoarea Cherry Baker depune mărturie în cursul anchetei că, la un moment dat, în timpul relatării lungi a dnei Babcock, Marina întorsese capul plictisită către un tablou de pe perete (o copie a picturii Madona cu pruncul a lui Bellini), iar privirea ei căpătase o expresie pietrificată. Situația se complică după ce Ella Zielinsky, principala suspectă, care încercase pe cont propriu să descopere criminalul, moare ucisă cu acid prusic, care-i fusese turnat în sprayul nazal⁠(en)[traduceți] împotriva alergiei.
Domnișoara Marple, acum restabilită complet de pe urma căzăturii, se deplasează la conacul Gossington Hall și vede unde a avut loc moartea lui Heather Babcock. Folosind informațiile obținute de la servitoarea Cherry Baker și de la inspectorul Craddock, ea reușește să stabilească succesiunea evenimentelor și să rezolve misterul. Heather Babcock suferea de rubeolă (o boală contagioasă inofensivă pentru majoritatea adulților, dar periculoasă pentru o femeie însărcinată) și o infectase fără să vrea pe Marina, atunci când a cunoscut-o în timpul celui de-al Doilea Război Mondial. Marina era însărcinată în acea vreme și, din cauza bolii, a născut un copil debil mintal. Tabloul Madona cu pruncul de pe perete a făcut-o pe actriță să-și dea seama că există o legătură între sărutul primit atunci și nașterea copilului grav bolnav și să descopere cauza nenorocirii sale. Marina a fost cuprinsă de furie atunci când a auzit această poveste și a otrăvit-o în mod deliberat pe femeia care-i nenorocise viața, iar apoi a răspândit ideea că ea era victima vizată, inventând amenințările cu moartea și otrăvindu-și propria cafea. Uciderea Ellei s-a datorat inițiativei sale de a încerca să găsească criminalul prin efectuarea mai multor apeluri către diferiți suspecți de la o cabină telefonică⁠(en)[traduceți].
Cu toate acestea, autoritățile nu o vor putea aduce pe Marina Gregg în fața justiției deoarece aceasta murise în noaptea precedentă. Soțul ei, Jason, care aflase anterior adevărul și bănuise că autoritățile urmau să-l descopere în cele din urmă, îi mărturisește domnișoarei Marple că a pus otravă în ciocolata caldă a soției sale pentru a o salva de umilința unui proces penal. Băutura nu a fost însă atinsă, dar Marina este găsită totuși moartă, părând să se fi sinucis.

## Distribuție
- Angela Lansbury — Miss Jane Marple, femeie pasionată de crime din St. Mary Mead[6][10][22][24]
- Geraldine Chaplin — Ella Zielinsky, secretara regizorului Jason Rudd[6][10][22][24]
- Tony Curtis — Martin („Marty”) N. Fenn, producător de film, soțul Lolei[6][10][22][24]
- Edward Fox — Dermot Craddock, inspector șef la Scotland Yard, nepotul lui Miss Marple[6][10][22][24]
- Rock Hudson — Jason Rudd, regizorul filmului, soțul Marinei[6][10][22][24]
- Kim Novak — Lola Brewster, celebră actriță americană, interpreta reginei Elisabeta I[6][10][22][24]
- Elizabeth Taylor — Marina Gregg-Rudd (Shirley Bookbinder), celebră actriță americană, interpreta Mariei Stuart[6][10][22][24]
- Wendy Morgan — Cherry Baker, menajera drei Marple[6][10][22][24]
- Margaret Courtenay — dna Dolly Bantry, văduva unui colonel, proprietara conacului Gossington Hall[10][22][24][25]
- Charles Gray — Bates, majordomul de la Gossington Hall[6][10][22][24]
- Marella Oppenheim — Margot Bence, fotografa studioului de film[6][22]
- Maureen Bennett — Heather Babcock, localnica din St. Mary Mead care o cunoscuse mai demult pe Marina Gregg[6][10][22][24]
- Carolyn Pickles — dra Giles, localnică tânără din St. Mary Mead, prietena dnei Bantry[6][22][24]
- Eric Dodson — maiorul, militar pensionar din St. Mary Mead[6][10][22]
- Charles Lloyd-Pack — preotul local din St. Mary Mead[6][10][22][24]
- Richard Pearson — dr. Haydock, medicul local din St. Mary Mead[6][10][22][24]
- Thick Wilson — primarul din St. Mary Mead[6][22]
- Pat Nye — soția primarului[6][22]
- Peter Woodthorpe — comandantul organizației locale de cercetași[6][22][24]
- Pierce Brosnan — actorul care joacă rolul tânărului Jamie, iubitul Mariei Stuart (nemenționat)[26]
- Peter Bull (nemenționat)[6]
- Tony Castleton — grădinarul de la Gossington Hall (nemenționat)[27]
- John Dalby — dl Foxley, poștaș, dirijorul orchestrei locale (nemenționat)[27]
- Bill Dean — dl Paycock, sătean de la vizionarea filmului Murder at Midnight (nemenționat)[27]
- Frank Ellis — polițist (nemenționat)[27]
- Sam Kydd — tehnicianul cu efectele speciale (nemenționat)[6]
- Charles Lamb — sătean de la vizionarea filmului Murder at Midnight (nemenționat)[6]
- Richard Leech — directorul de imagine al filmului (nemenționat)[6]
- Angus MacKay — judecătorul de instrucție (nemenționat)[27]
- Ann Nelson — participantă la recepția de la Gossington Hall (nemenționată)[27]
- Robert Raglan — sătean (nemenționat)[6]
- Llewellyn Rees — sătean de la vizionarea filmului Murder at Midnight (nemenționat)[27]
- Richard Todd (nemenționat)[6]
- Norman Wooland — medicul legist (nemenționat)[6]

### Murder at Midnight
- Anthony Steel — Sir Derek Ridgeley, asociatul lordului Fenley[6][22][24]
- Dinah Sheridan — Lady Amanda Ridgeley, soția lui Sir Derek[6][22][24]
- Oriane Grieve — Kate Ridgeley, fiica lui Sir Derek[6][24]
- Kenneth Fortescue — Charles Foxwell, ginerele lui Sir Derek[6][24]
- Hildegard Neil — Lady Foxcroft, amanta lordului Fenley[6][24]
- Allan Cuthbertson — lordul Peter Montrose, fiul ilegitim al lui Barnsby[6][24]
- George Silver — Da Silva, industriaș interesat să cumpere compania Fenley Industries[6]
- John Bennett — majordomul Barnsby, fratele vitreg al lordului Fenley[6]
- Nigel Stock — inspectorul Gates[6][24]

## Producție

### Dezvoltarea proiectului

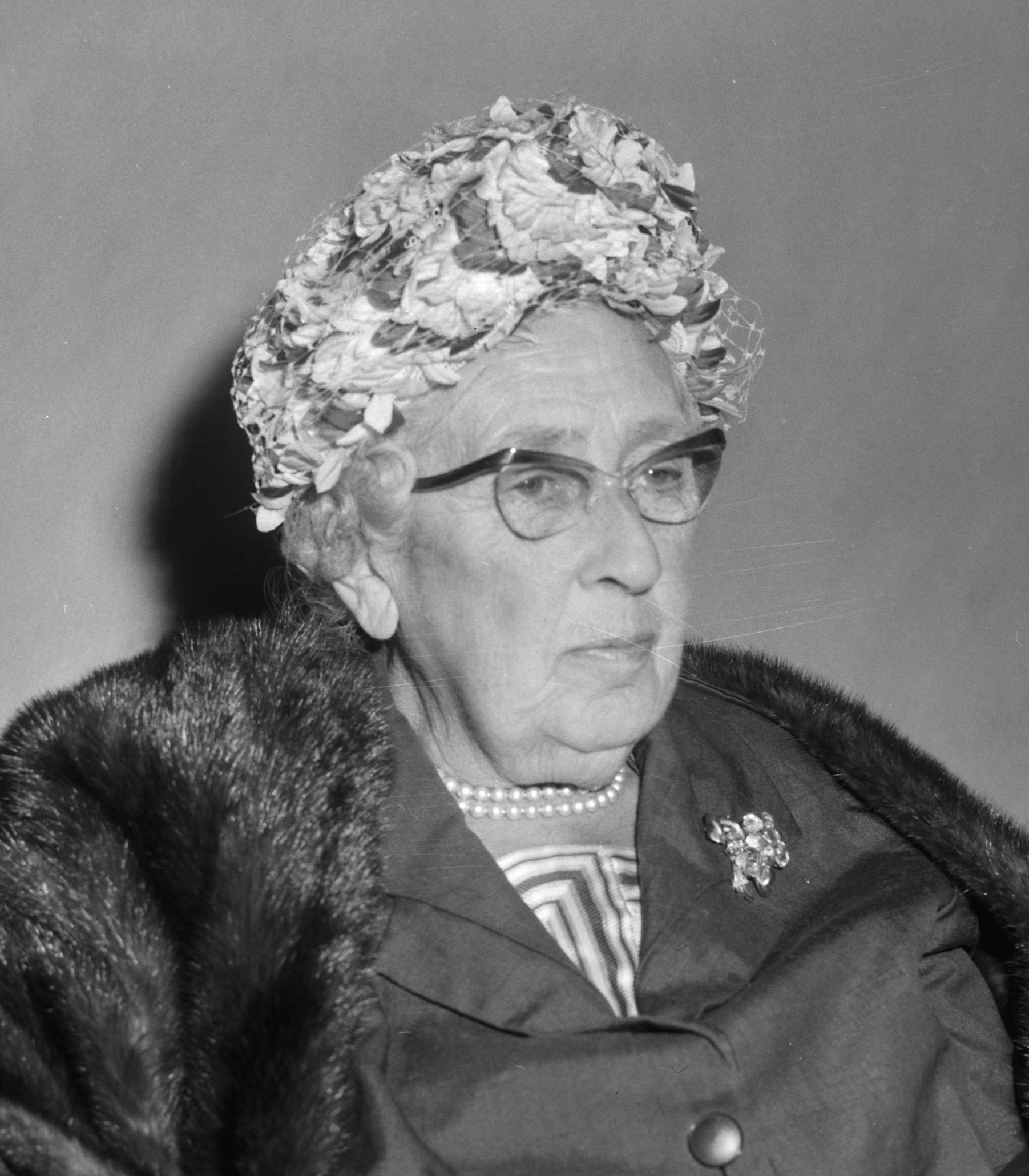
Scriitoarea Agatha Christie (1890–1976) în anul 1964

Compania EMI Films a avut un mare succes cu filmul Crima din Orient Express (1974), care a fost nominalizat la șase premii Oscar și a câștigat unul (premiul pentru cea mai bună actriță în rol secundar – Ingrid Bergman). John Brabourne, producătorul companiei EMI, își dorea să ecranizeze în continuare romanul Moarte pe Nil (1937) al Agathei Christie, care făcea parte dintr-un grup de cărți ale căror drepturi de autor fuseseră păstrate de scriitoare și nu fuseseră transferate companiei familiale Agatha Christie Ltd., ca urmare a faptului că aveau un anumit potențial dramatic. Compania EMI a cheltuit o sumă mare de bani pe avocați pentru a obține o înțelegere cu scriitoarea și apoi cu moștenitorii ei și a găsi o cale de realizare a ecranizării romanului. În același timp, Agatha Christie a sugerat realizarea unei adaptări a piesei de teatru omonime, dar aceasta nu a fost considerată o opțiune viabilă.
Ca urmare a faptului că romanul Moarte pe Nil nu era disponibil pentru a fi ecranizat, directorul de producție Nat Cohen a anunțat în 1975 că producătorii John Brabourne și Richard Goodwin vor adapta romanul Răul sub soare (Evil Under the Sun, 1941) ca parte a unei serii de șase filme cu un buget total de 6 milioane de lire sterline. EMI a realizat doar cinci din cele șase filme propuse: Spanish Fly (1976), Aces High (1976), Seven Nights in Japan (1976), The Likely Lads (1976) și Sweeney! (1977), fără filmul Crimă sub soare. Filmările la Crimă sub soare urmau să înceapă în 1976, iar, potrivit rapoartelor presei, Albert Finney semnase deja un contract preliminar pentru a apărea în film. Negocierile cu reprezentanții companiei Agatha Christie Ltd. erau însă anevoioase, în ciuda faptului că Brabourne anunțase deja într-un interviu că realizarea filmului urma să înceapă.
Moartea Agathei Christie la 12 ianuarie 1976 a schimbat însă cursul evenimentelor, înlesnind mult obținerea unei înțelegeri. John Brabourne a obținut dreptul de ecranizare a romanului Moarte pe Nil, iar contractul conținea o clauză care prevedea că niciun alt film cu Poirot nu va fi autorizat în următoarele 18 luni. În urma refuzului lui Albert Finney de a juca din nou rolul lui Poirot, producătorii companiei EMI s-au gândit să confere filmului o direcție total diferită și l-au ales pe Peter Ustinov, un actor cu o metodă actoricească viguroasă care i-a conferit lui Poirot imaginea unui personaj omniscient, patern și autoritar.
În mai 1977 reprezentanții companiei EMI au anunțat că vor realiza nu una, ci două adaptări după Agatha Christie: Moarte pe Nil (1978) și Crimă sub soare (1982). A fost făcut inițial doar un prim film, în care Peter Ustinov a jucat rolul detectivului Hercule Poirot, iar încasările nesatisfăcătoare (în comparație cu Crima din Orient Express) a determinat amânarea realizării celui de-al doilea film.

### Pregătiri

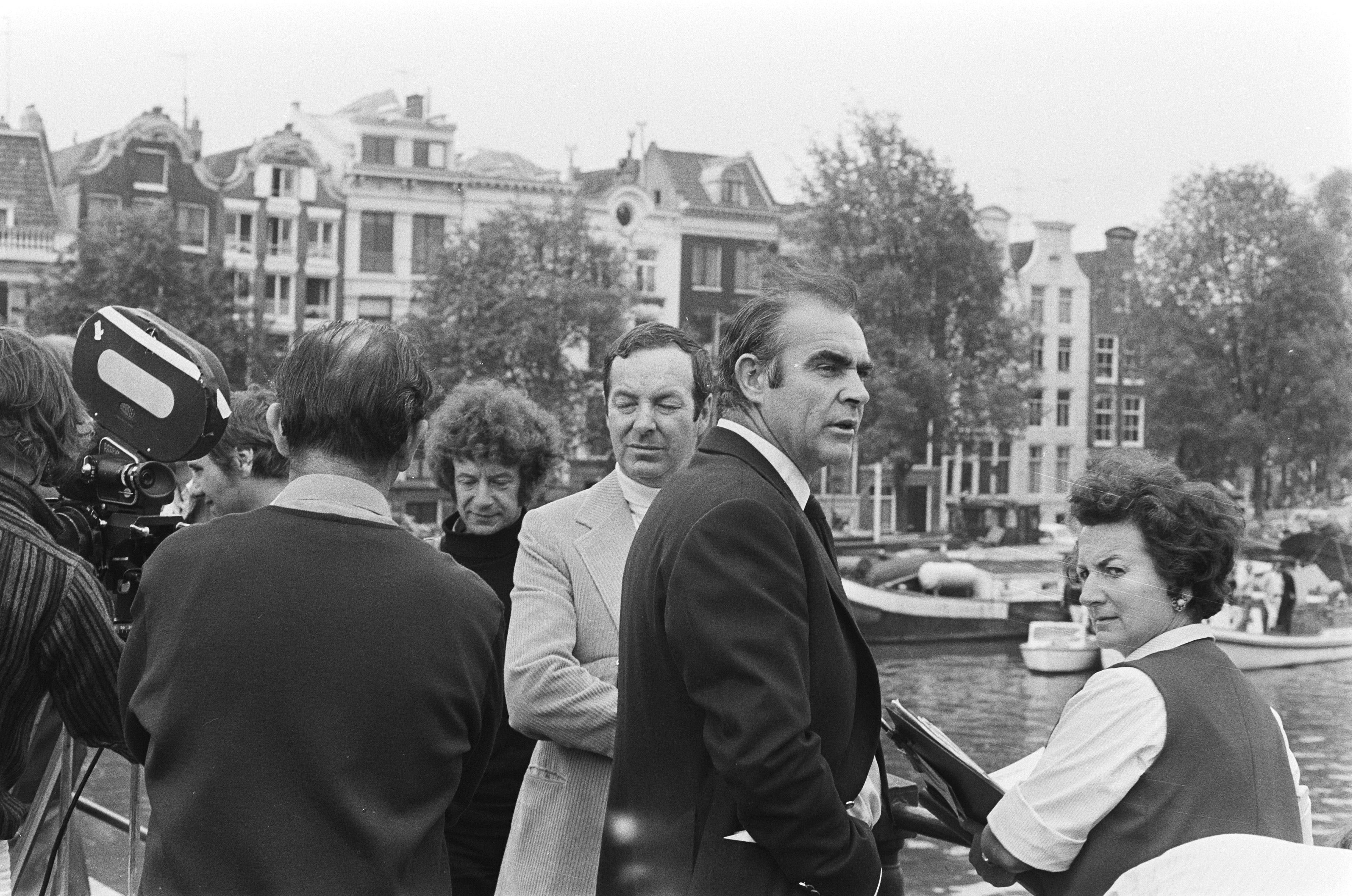
Regizorul Guy Hamilton (în centru, în costum deschis la culoare), împreună cu Sean Connery, la filmarea filmului Diamantele sunt veșnice în Amsterdam, 1971

În aceste condiții, producătorii John Brabourne și Richard Goodwin au achiziționat drepturile de ecranizare ale romanului Oglinda spartă (The Mirror Crack'd from Side to Side, 1962), în care personajul principal era Miss Marple, o detectivă bătrână foarte iubită de cititorii romanelor polițiste. Această carte, pe care Agatha Christie o dedicase actriței Margaret Rutherford, ce interpretase rolul lui Miss Marple într-o serie de filme din anii 1960, regizate de cineastul obscur George Pollock, conținea unul dintre cele mai viguroase mistere rezolvate de Miss Marple și era potrivită unei adaptări cinematografice datorită prezenței a numeroase momente ce permiteau o reprezentare vizuală (un târg câmpenesc pitoresc și pregătirea realizării unui nou film). Intriga acestui roman pătrundea în culisele profesiei de actor și oferea, potrivit istoricului de film Matthew Bunson, „posibilități de distribuție surprinzătoare”. O primă intenție de ecranizare a romanului a avut-o compania americană Warner Brothers care anunțase în 1977 că voia să realizeze ecranizări după două cărți ale Agathei Christie: Misterul din Caraibe (1964) și Oglinda spartă (1962), în care Miss Marple urma să fie interpretată de actrița britanică Helen Hayes.
Alegerea ecranizării unui roman cu Miss Marple în locul continuării seriei de succes cu Poirot marca o schimbare de atmosferă în programul de producție al studioului. Producătorii companiei EMI au anunțat în 1979 că Miss Marple va fi interpretată de actrița britanică Angela Lansbury, care jucase un rol secundar în Moarte pe Nil (1978) și apărea în acea perioadă pe scena teatrelor londoneze în musicalul Sweeney Todd. Realizarea ecranizării a fost suspendată până când Lansbury urma să-și încheie reprezentațiile contractuale în musicalul sus-menționat. Atentatul cu bombă organizat în 27 august 1979 de Armata Republicană Irlandeză pe ambarcațiunea de pescuit a familiei Mountbatten, aflată atunci în apele teritoriale ale Irlandei, a complicat situația realizării filmului. Baronul Brabourne, care era ginerele lordului Mountbatten, a suferit răni serioase la picioare în urma acelei explozii, care i-a ucis pe socrul său, pe mama sa și pe unul din cei doi fii și i-a rănit grav pe soția sa și pe celălalt fiu, dar nu a abandonat realizarea filmului și a insistat cu încăpățânare să-și continue munca, după cum a mărturisit Mathew Prichard, nepotul Agathei Christie.
Scenariul filmului a fost scris de dramaturgul britanic Jonathan Hales și de confratele său american Barry Sandler și a fost destul de fidel textului literar original. Una din diferențele importante se referă la perioada în care are loc acțiunea. Romanul Agathei Christie situează acțiunea în anii 1960, în plin proces de schimbări sociale, când satul St Mary Mead a fost modernizat și extins cu un nou cartier de locuințe, ceea ce o face pe Miss Marple să afirme că progresul este inevitabil și că zilele vechiului sat sunt pe sfârșite. Cu toate acestea, scenariștii au mutat acțiunea filmului în anul 1953 (anul încoronării reginei Elisabeta a II-a), creând o imagine idilică și destul de plictisitoare a satului, probabil pentru a exploata nostalgia unei părți a publicului pentru începutul anilor 1950 sau pentru a fi folosită la ecranizările ulterioare. Un adaos realizat de scenariști pentru acest film a fost completarea caracterului lui Miss Marple cu viciul fumatului. O decizie interesantă a scenariștilor a fost începerea filmului cu o secvență dintr-un film polițist alb-negru intitulat Murder at Midnight, care se întrerupe brusc în punctul culminant, iar spectatorii observă că acel film era difuzat într-o sală de cinema unui grup de săteni, printre care și Miss Marple, și că întreruperea filmului s-a datorat defectării proiectorului; Miss Marple se ridică atunci de pe scaun și părăsește sala, renunțând să mai aștepte continuarea filmului deoarece l-a identificat deja pe criminal. Hales a devenit cunoscut mai târziu în calitate de coscenarist (alături de George Lucas) al filmului Războiul stelelor – Episodul II: Atacul clonelor (2002), în timp ce Sandler a scris curând scenariul filmului Making Love (1982) al lui Arthur Hiller, unul dintre primele filme de la Hollywood care au tratat deschis tema homosexualității.
Cineastul Guy Hamilton, care era un specialist în thrilleruri și regizase anterior cu mare succes patru filme cu James Bond (Goldfinger (1964), Diamantele sunt veșnice (1971), Trăiește și lasă pe altul să moară (1973) și Omul cu pistolul de aur (1974)), a acceptat postul de regizor, considerând că scenariul este „teribil de amuzant”. Regizorul le-a spus producătorilor că nu este un fan al romanelor Agathei Christie, dar ei i-au replicat că acest motiv l-ar face să fie ideal pentru film.

### Repartizarea rolurilor

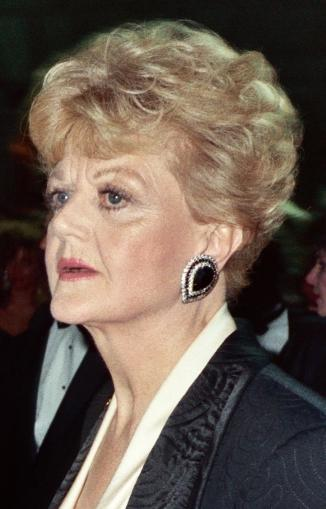
Actrița britanică Angela Lansbury, interpreta rolului principal. Fotografie din 1989.

Rolul Miss Marple a fost atribuit încă de la început actriței britanice Angela Lansbury, care jucase un rol secundar (romanciera bețivă Salome Otterbourne) în Moarte pe Nil (1978), ecranizarea anterioară a unui roman al Agathei Christie, și era cumnata lui Peter Ustinov. Angela Lansbury avea o experiență cinematografică bogată și a debutat în această industrie cu filmul Lumină de gaz (1944) al lui George Cukor, în care a interpretat rolul cameristei Nancy Oliver, pentru care a fost nominalizată la Premiul Oscar pentru cea mai bună actriță în rol secundar. Alegerea Angelei Lansbury, care s-a făcut cu acordul familiei Agathei Christie și a fost anunțată public în aprilie 1979, a părut destul de neobișnuită, deoarece actrița engleză (care avea atunci vârsta de 55 de ani) era cu câteva decenii mai tânără decât detectiva amatoare din cărțile Agathei Christie și a trebuit îmbătrânită forțat cu ajutorul unui machiaj consistent și a unei peruci albe, ceea ce a redus credibilitatea personajului.
Producătorii și regizorul au dorit ca Angela Lansbury să creeze un alt fel de personaj decât cel interpretat anterior de Margaret Rutherford într-o serie de ecranizări din anii 1960. Referindu-se la aceste ecranizări vechi și la noua ecranizare pe care o pregătea, Guy Hamilton a spus că Margaret Rutherford „a fost un clovn divin, dar nu era Miss Marple așa cum... nu [era un astronaut care] zbura către lună. Noi creăm o Miss Marple a domnișoarei Christie: o persoană mai serioasă, bârfitoare, puțin snoabă. Și ea nu cade de pe bicicletă în iazul rațelor din sat.”. Cu toate acestea, popularitatea Margaretei Rutherford în rolul Miss Marple continua să fie persistentă, iar Angela Lansbury trebuia să facă eforturi mari pentru a o înlocui în conștiința publicului.
Angela Lansbury a declarat că intenționa să interpreteze acest rol într-un mod „absolut direct. Încerc să ajung la femeia pe care a creat-o Agatha Christie: o domnișoară edwardiană impregnată cu o mare umanitate și o minte de o lățime extraordinară. Ea este descrisă foarte exact în cărți ca fiind înaltă, cu tenul palid, cu ochi albaștri sclipitori și păr alb – nu este deloc o creatură grasă și neîndemânatică. Îmi bazez interpretarea pe asta și, de asemenea, pe faptul că ea are o curiozitate și o vioiciune nemaipomenită, asociate cu un mare apetit pentru crimă”. Actrița a semnat un contract pentru trei filme, ceea ce înseamnă că intenția producătorilor era să realizeze alte două filme cu Miss Marple. Celelalte două filme nu au mai fost realizate, dar Angela Lansbury a fost distribuită ulterior cu mare succes în rolul scriitoarei de romane polițiste și detectivei amatoare Jessica B. Fletcher din serialul Verdict crimă (difuzat de postul american CBS în perioada 1984–1996), personaj pe care unii autori l-au considerat a fi o detectivă contemporană în stilul Miss Marple („o Miss Marple oarecum americanizată”, potrivit istoricului de film Michael R. Pitts).
Producătorii filmului i-au confirmat public pe ceilalți membri ai distribuției abia în martie 1980, făcând să devină clar că, în ciuda distribuirii sale în rolul principal, Angela Lansbury nu era cea mai mare vedetă a acestui film. Mai multe vedete americane de cinema precum Rock Hudson, Kim Novak, Tony Curtis și Elizabeth Taylor (care avuseseră mare succes în perioada în care avea loc acțiunea cărții) au fost distribuite în roluri secundare. Directorul de casting Dyson Lovell a spus că, din moment ce acțiunea filmului avea loc în anii 1950, „a părut o idee bună să folosim vedete din acea epocă”.

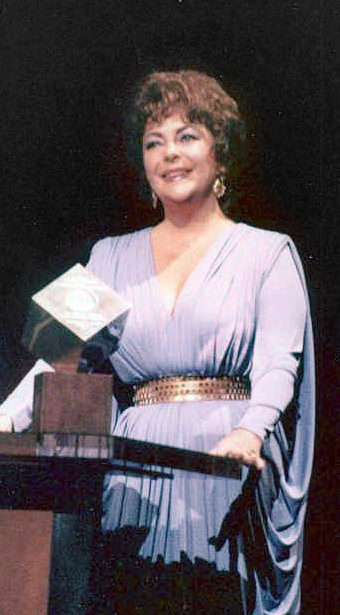
Elizabeth Taylor în 1981

Rolul Marina Gregg (actrița implicată în misterioasa crimă) a fost repartizat actriței americane Elizabeth Taylor, care a revenit pe platourile de filmare după o pauză de trei ani. Alegerea inițială a producătorilor pentru acest rol fusese Natalie Wood, dar actrița a abandonat producția cu aproape o săptămână înainte de începerea filmărilor din cauza faptului că, potrivit biografului ei, nu dorea ca lumea să observe că a îmbătrânit. Liz Taylor, căreia producătorii îi oferiseră inițial o scurtă apariție în acest film, pe care ea însă o refuzase, a acceptat să preia rolul Marinei Gregg, declarând ulterior: „Am spus încă de acum doi ani că nu m-aș întoarce în cinema decât dacă ar fi ceva care să mă fascineze categoric și să nu mă îndepărteze prea mult timp de soțul meu. Am găsit toate aceasta în Oglinda spartă și îmi doresc să lucrez din nou cu niște prieteni foarte dragi”.
Actrița, care-și abandonase pentru o vreme cariera pentru a-l susține pe actualul ei soț (senatorul republican John Warner) și se îngrășase apoi din cauza depresiei cauzate de eșecul căsniciei sale și de îndepărtarea de mediul artistic, intenționa să revină în fața camerelor de filmat la începutul anilor 1980 și slăbise în acea vreme până la o greutate de 125 de livre (aprox. 56 kg). Filmările urmau să aibă loc în Anglia, iar Warner a rămas la biroul său senatorial din Washington, ceea ce a alimentat zvonurile cu privire la o viitoare despărțire a celor doi soți. A contribuit, de asemenea, la aceste zvonuri cooptarea lui Rock Hudson în distribuția acestui film. În același timp, presa a ignorat sau a ascuns zvonurile că actorul era homosexual, iar tabloidul american Weekly World News scria în 17 februarie 1981 că „atunci când Rock apare în public, inimile femeilor tremură așa cum au făcut-o în 1954”. Hudson, care îl interpretează în film pe soțul Marinei Gregg, a acceptat să apară în Oglinda spartă ca urmare a faptului că a fost atras de oportunitatea de a reface aici, după mai bine de 20 de ani, cuplul cinematografic cu Liz Taylor, pe care îl formase în filmul Giant⁠(en)[traduceți] (1956). În plus, fiul lui Liz Taylor, Christopher Wilding, a lucrat ca fotograf special la acest film.
La fel ca și Taylor, Kim Novak revenea pe platou după o lungă pauză. Novak fusese o vedetă populară în anii 1950 și 1960 și jucase roluri principale în filme precum The Man with the Golden Arm (1955), Pal Joey (1957), Vertigo (1958) sau Kiss Me, Stupid (1964), dar părăsise Hollywoodul la începutul anilor 1970 atunci când se căsătorise cu un medic veterinar și se mutase la o fermă de la țară. A apărut foarte rar în filme în anii 1970, iar rolul primit în Oglinda spartă a fost unul dintre cele mai consistente pe care le-a jucat după retragerea temporară din activitate. Tony Curtis a acceptat să joace în acest film după ce a fost concediat de regizorul piesei I Ought to Be in Pictures de Neil Simon, care urma să se joace în 1980 pe scena teatrelor din Broadway.
Oglinda spartă a fost primul film important în care Liz Taylor și Kim Novak apăreau după mai mulți ani, ceea ce a atras o publicitate sporită asupra acestei producții. O mare parte a presei s-a concentrat pe glamour-ul oferit de cele două actrițe, iar unele articole au inclus adesea o imagine a actriței Kim Novak îmbrăcată în costumul regal pe care-l purta în film. Ziarul Sunday People a consemnat conflictul dintre personajele interpretate de Liz Taylor și Kim Novak și a poreclit acest film „Bătălia jigodiilor” (Battle of the Bitches).

### Filmări

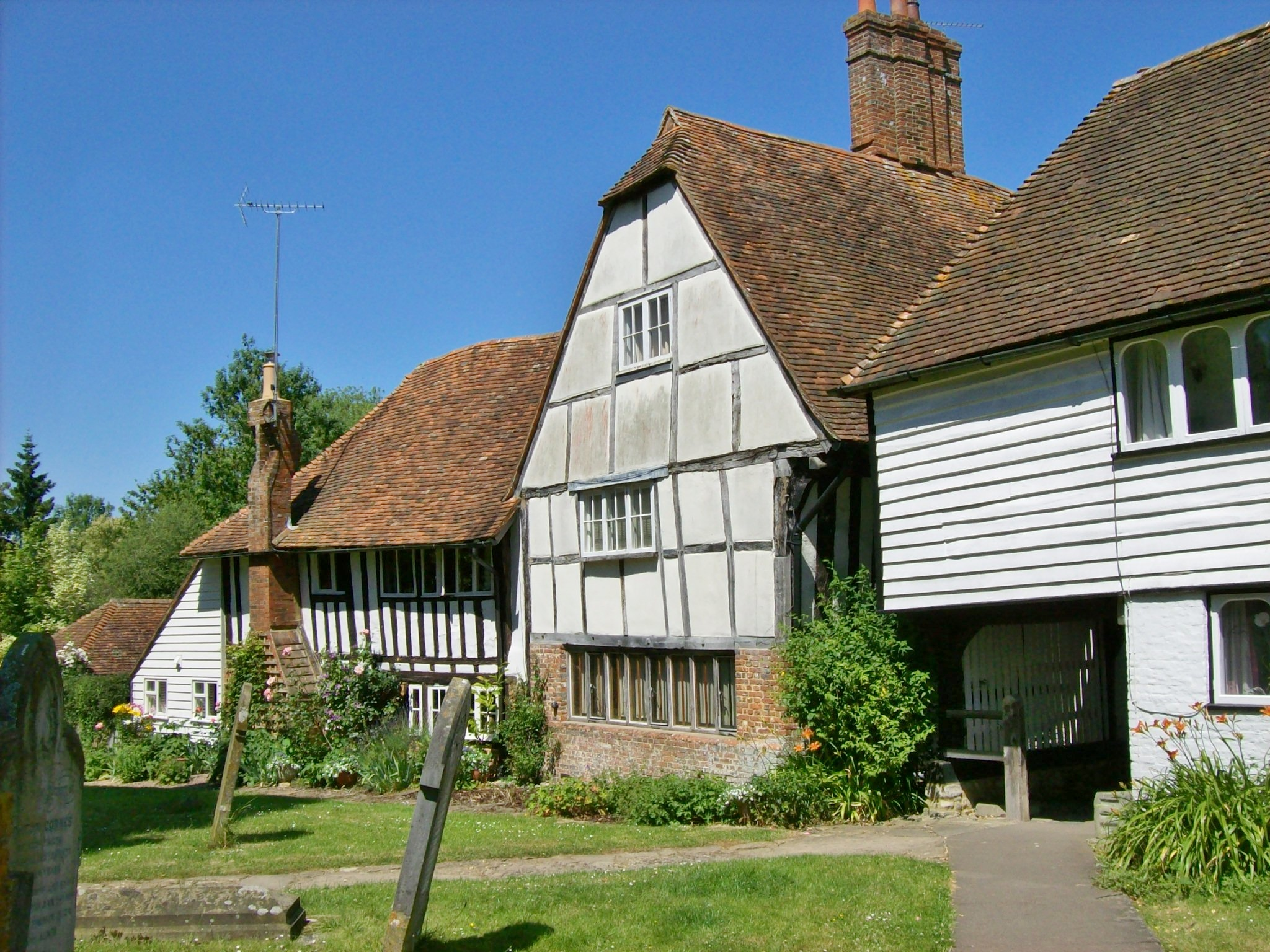
Satul Smarden (districtul Ashford, comitatul Kent) a servit ca dublură a satului ficțional St Mary Mead

Filmările s-au desfășurat pe parcursul a zece săptămâni, începând din 12 mai și încheindu-se în 18 iulie 1980, în ciuda faptului că luna iulie fusese cea mai umedă din ultimii 300 de ani din Europa. Bugetul alocat filmului a fost de 5,5 milioane de dolari sau, după altă sursă, de 6,5 milioane de dolari. S-a filmat pe platourile Twickenham Film Studios din Twickenham (Londra), dar și în mai multe locuri din comitatul englez Kent, printre care conacul St Clere⁠(en)[traduceți] din sătucul Heaverham (districtul Sevenoaks) pentru scenele petrecute la Gossington Hall, Hanul Ye Olde George și podul de pe Church Street din satul Shoreham pentru o parte din scenele din satul St Mary Mead, satul Smarden (din districtul Ashford) cu casele tradiționale acoperite cu paie, prăvăliile și Biserica „St Michael” pentru alte scene din satul St Mary Mead, inclusiv pentru scenele petrecute la căsuța lui Miss Marple.
Atmosfera de la filmări a fost plăcută, după cum au susținut chiar interpreții: astfel, Angela Lansbury a afirmat ulterior că i-a plăcut să joace în film și nu s-a gândit deloc la rezultatul final, Tony Curtis a spus că activitatea artistică „a fost distractivă. Floare la ureche. Nu a trebuit să transpir peste tot ca în Spartacus și m-am simțit bine.”, iar Kim Novak a completat: „Nu m-am distrat niciodată atât de mult făcând un film. Poate că nu este rolul meu cel mai important, dar nu am avut un director de studio care să-mi sufle în spate și să-mi dicteze fiecare mișcare.”.
Kim Novak a adăugat că ea și Elizabeth Taylor au „avut amândouă o sumedenie de replici amuzante și răutăcioase pe care să le spunem una alteia. În viața reală, această răutate există rareori pe un platou de filmare, dar cu siguranță actrițele s-au gândit mult la ea. Dar nu au spus-o niciodată. Acesta este motivul pentru care acest film a fost atât de distractiv.”. Cu toate acestea, revenirea actriței pe platoul de filmare a fost doar temporară: „Făcând ceva din când în când, cum ar fi Oglinda spartă, este bine și mă face să mă simt precum Cenușăreasa la bal. Dar ca regim permanent – în niciun caz.”.
Actorul irlandez Pierce Brosnan (care l-a interpretat pe James Bond în câteva filme începând din anii 1990) a avut o scurtă apariție în acest film în rolul iubitului reginei Maria Stuart (interpretată de Elizabeth Taylor). Tânărul actor, care nu avea de spus niciun cuvânt, a întârziat în prima sa zi de filmare și a susținut ulterior că a debutat „ca o ingenuă masculină alături de Elizabeth Taylor”. El și-a amintit că „Ea [Liz Taylor – n.n.] era foarte elegantă. Ne-am petrecut ziua într-un pat mare cu baldachin. Mi-a povestit despre durerile ei de spate.”.
Decorurile filmului au fost proiectate de John Roberts (director artistic) și realizate de Michael Stringer, costumele au fost create de Phyllis Dalton (cunoscută pentru contribuția sa la filmele Lawrence al Arabiei, Doctor Jivago (pentru care a obținut Premiul Oscar), Oliver! și The Hireling), iar sunetul a fost înregistrat de John W. Mitchell. Director de imagine a fost Christopher Challis. Muzica a fost compusă de compozitorul și dirijorul britanic John Cameron, iar montajul a fost realizat de Richard Marden. Durata filmului este de 105 minute.

## Elemente de inspirație

### Titlul filmului
Titlul original al filmului, The Mirror Crack'd, este o formă scurtată a titlului original al cărții Agathei Christie, The Mirror Crack'd from Side to Side, și face parte dintr-un vers al baladei arthuriene „The Lady of Shalott⁠(en)[traduceți]” (1833, republicată într-o versiune nouă în 1842) a poetului englez Alfred Tennyson (1809-1892), care este citat de Miss Marple:
| “ | Out flew the web and floated wide — The mirror crack'd from side to side; "The curse is come upon me", cried The Lady of Shalott. | ” |

### Incidentul care a stat la baza cărții
Unii biografi ai Agathei Christie susțin că scriitoarea s-a inspirat în scrierea cărții Oglinda spartă dintr-un incident petrecut în viața reală a vedetei americane de film Gene Tierney. În iunie 1943, în timp ce era însărcinată cu primul ei copil, Tierney s-a molipsit de rubeolă în timpul singurei ei apariții la Hollywood Canteen. Din cauza acestei boli, fiica lui Gene Tierney, Daria, s-a născut surdă, parțial oarbă cu cataractă și cu dizabilități severe. La câtva timp după această tragedie, actrița a aflat de la un fan care a abordat-o pentru un autograf la o partidă de tenis că femeia (care era atunci membră a aripii feminine a Corpului Pușcașilor Marini) s-a strecurat din spitalul unde era internată cu rubeolă și, încălcând regulile de carantină, a mers să o întâlnească pe Gene Tierney la singura ei apariție la Hollywood Canteen. În autobiografia ei, Tierney a povestit că, după ce femeia i-a relatat această poveste, s-a uitat la ea în tăcere, apoi i-a întors spatele și a plecat. Ea a scris: „Am stat acolo un minut foarte lung. Nu avea rost să-i spun despre tragedia care se întâmplase. M-am întors și am plecat foarte repede. După aceea, nu mi-a păsat dacă voi mai fi vreodată actrița preferată a cuiva”.
Incidentul, precum și împrejurările în care această informație i-a fost comunicată actriței, se repetă aproape textual în romanul Agathei Christie; experiența de viață a lui Gene Tierney fusese mult mediatizată. Cu toate acestea, agenții literari americani ai Agathei Christie au negat că scriitoarea cunoștea acest eveniment și au susținut că, deși ar putea părea incredibil, ea a aflat de această coincidență abia după publicarea romanului.

## Lansare
Oglinda spartă a fost lansat la 19 decembrie 1980 în Statele Unite ale Americii, fiind evaluat PG („Parental Guidance Suggested”, ceea ce presupunea existența unor puține cuvinte ușor vulgare) și promovat printr-un afiș în stil Art Deco în care apăreau toate vederele filmului. Compania distribuitoare, Associated Film Distribution, a lansat filmul la mai multe cinematografe din New York (New Yorker 2, Broadway și West 88th Street; Cinerama 1, Broadway și West 47th Street; Manhattan 2, 59th Street între Second și Third Avenue etc.). Interesul publicului american a fost destul de scăzut, spre dezamăgirea producătorilor care nu au mai distribuit-o niciodată, din această cauză, pe Angela Lansbury în rolul Miss Marple. Încasările la box-office-ul american s-au ridicat abia la suma de 11 milioane de dolari, fiind mai mici în comparație cu încasările de 14 milioane de dolari ale Morții pe Nil și la mai puțin de jumătate din încasările de 27 de milioane de dolari ale Crimei din Orient Express. Cu toate acestea, filmul a obținut un mai mare succes atunci când a fost difuzat de postul de televiziune CBS. Istoricul de film britanic Mark Aldridge presupune că motivele pentru care filmul nu a avut succes au fost narațiunea superficială, dialogul „oarecum cenușiu”, glumele vechi, lipsa unui mediu exotic atrăgător, lipsa flerului în desfășurarea acțiunii și, într-o mare măsură, aspectul ridicol al Angelei Lansbury în rolul Miss Marple (din cauza perucii albe destul de urâte și a machiajului prost realizat), ceea ce a făcut ca personajul să pară o caricatură și nu o femeie reală. Au existat în mod cert așteptări mai mari din partea producătorilor și publicului, dar distribuția formată din numeroase vedete nu a putut compensa lipsa de atractivitate a scenariului. În plus, cu toate că satirizează modul de comportare al vedetelor hollywoodiene, filmul nu are curajul să atace critic politica de producție din industria cinematografică.
Filmul a fost distribuit ulterior în alte țări precum Republica Federală Germania (2 mai 1981), Republica Socialistă România (1 februarie 1982), Republica Democrată Germană (premieră TV la DFF1 în 12 februarie 1983) ș.a. Încasările din Japonia s-au ridicat la 472 de milioane de yeni.
Premiera filmului în România a avut loc în ianuarie 1982; filmul a rulat în perioada următoare în unele cinematografe bucureștene precum Sala Mică a Palatului (ianuarie 1982), Patria (februarie 1982), Modern (februarie 1982), Grivița (februarie 1982), Miorița (februarie 1982), Studio (februarie 1982), Floreasca (martie 1982), Victoria (martie 1982), Pacea (martie 1982), Popular (iunie 1982) etc., dar și în unele cinematografe din alte orașe (de exemplu, la Sibiu, Târgu Mureș, Luduș, Târnăveni, Sighișoara, Sovata, Reghin, Iernut, Sărmașu și Miercurea Nirajului), inclusiv până în octombrie 1984. O versiune mai scurtă a filmului (aprox. 95 min.) a fost difuzată de Televiziunea Română în ziua de sâmbătă 7 februarie 1987 sub titlul Enigma. Televiziunile din România au difuzat ulterior filmul sub titlul Oglinda spartă (pe care-l avusese atunci când a fost difuzat în cinematografe).
În ciuda distribuției stelare, Oglinda spartă a avut chiar mai puțin succes decât Moarte pe Nil și a determinat treptat orientarea către filmele de televiziune a producătorilor ecranizărilor după Agatha Christie. După lansarea filmului Oglinda spartă, compania a anunțat că va alterna filmele cu Poirot și Miss Marple și au circulat zvonuri că următorul film va fi o ecranizare a romanului Întâlnire cu moartea (Appointment with Death, 1938). Compania EMI a realizat ulterior o nouă ecranizare cu Poirot: Crimă sub soare (1982), care a fost regizată tot de Guy Hamilton și a avut încasări chiar mai mici decât ale filmului Oglinda spartă, semnalând o saturare a publicului cu privire la această serie de filme și nu neapărat o scădere a calității artistice a filmelor.

## Recepție

### Aprecieri critice

#### Recenzii contemporane
Oglinda spartă se bazează, la fel ca și alte ecranizări după operele Agathei Christie, pe o distribuție stelară, pe decorurile naturale bine alese, pe costumele elegante ale personajelor și pe dialogurile tăioase între unele personaje. Misterul ecranizat în acest film a fost considerat de numeroși critici ca atractiv și relaxant, în timp ce interpretarea Angelei Lansbury a fost lăudată pentru apropierea destul de fidelă de versiunea literară a lui Miss Marple. A fost remarcată, de asemenea, revenirea pe ecran a lui Elizabeth Taylor cu unul dintre cele mai bune roluri interpretate în ultima vreme.
Cronicile publicate în presa vremii au fost binevoitoare și destul de favorabile, deși s-a susținut în unele dintre ele că Oglinda spartă ar fi cel mai slab dintre cele trei filme realizate până atunci de producătorul John Brabourne. Recenzia publicată la 10 decembrie 1980 în revista americană Variety a lăudat interpretările actoricești din filmul Oglinda spartă, consemnând, spre exemplu, că „Taylor revine cu cea mai emoționantă interpretare dramatică din ultimii ani în rolul unei vedete de film care încearcă să revină după o cădere nervoasă prelungită”, în timp ce „Fox este o încântare în rolul unui cinefil care își folosește cunoștințele despre carierele anterioare ale membrilor trupei pentru a contribui la rezolvarea cazului”. Criticul Pauline Kael remarca în cronica sa că Angela Lansbury a dovedit un exces de energie, o excentricitate exuberantă și un umor asemănător cu cele ale predecesoarei ei din anii 1960, Margaret Rutherford, și a exclamat că „Angela Lansbury este leit Margaret Rutherford”.
Au existat, totuși, unele cronici mai puțin favorabile. Astfel, criticul american Vincent Canby a scris o recenzie pentru ziarul The New York Times în care a lăudat ușor frumusețea locurilor de filmare din comitatul Kent (care evocă genul de ficțiune al Agathei Christie), dar a susținut că filmul Oglinda spartă „nu este în niciun moment la fel de distractiv ca «Murder at Midnight»”, oferind următoarea explicație: „că Oglinda spartă nu creează niciodată mult elan are mai puțin de-a face cu regia lui Guy Hamilton și cu interpretările decât cu scenariul lui Jonathan Hales și Barry Sandler, care promite mai multă sofisticare decât oferă”. În ceea ce privește interpretarea domnișoarei Marple de către Angela Lansbury, Canby a evidențiat că actrița a decis să creeze un personaj diferit de cel interpretat de Margaret Rutherford și că „[personajul interpretat de ea – n.n.] este o Miss Marple cu un caracter agreabil, iute la minte, dar nu deosebit de excentrică, un personaj care se apropie de modestie. Este o interpretare inteligentă și îndreptățită, dar nici pe departe atât de distractiv pe cât poate fi domnișoara Lansbury atunci când joacă de la balconul de sus.”. Criticul a susținut, de asemenea, cu o oarecare părere de rău că materialul oferit actrițelor Elizabeth Taylor și Kim Novak „nu este la nivelul capacității lor”, că Rock Hudson are un rol „discret” și că Tony Curtis este nevoit să rostească „replici care sunt menite să fie ascuțite, dar care sunt prea adesea tocite”.
Recenziile publicate în presa britanică au fost la fel de oscilante. Astfel ziarul Daily Mirror a considerat că Oglinda spartă este una dintre cele mai bune adaptări după scrierile Agathei Christie și l-a descris drept un „divertisment strălucitor și plăcut”, Daily Mail l-a găsit „irezistibil”, iar Sunday People l-a descris ca o „distracție extrem de bună”. Cronica publicată în Sunday Express îl considera „escapist într-un mod cinic, extrem de improbabil și încântător”, în timp ce criticul Ian Christie de la Daily Express îl descria drept „o risipă de talent și de timp”. În opinia istoricului Mark Aldridge, recenziile critice ale ecranizărilor după Agatha Christie nu au avut un rol prea important, din moment ce publicul știa la ce să se aștepte.
Câțiva ani mai târziu, tot în cursul aceluiași deceniu, criticul Michael Tennenbaum a comentat astfel într-un articol publicat în volumul The New Bedside, Bathtub & Armchair Companion to Agatha Christie (1986): „Jane și întreaga intriga trec pe un plan secundar în raport cu subiectul real al filmului – ranchiuna caustică dintre Taylor și Novak în rolul unor regine de cinema aflate în declin și învrăjbite, care se întrec una pe alta într-un remake improbabil al filmului Maria, regina Scoției. Într-o încercare interesantă de a stabili un simț al timpului și al stilului (misterul de salon britanic din anii 1950), filmul începe cu o scenă din Murder at Midnight, un film presupus a fi din aceeași perioadă. Din păcate, unii cronicari au găsit această pastișă inteligentă mai interesantă decât filmul real care a urmat. Nu mai contează. Portretul inteligent și fermecător făcut domnișoarei Marple de Angela Lansbury a condus, fără îndoială, în mod indirect la ideea că ea va fi minunată într-un serial de televiziune în stilul Agathei Christie, care a devenit producția de mare succes Verdict crimă.”.

#### Analize ulterioare
Opiniile ulterioare ale specialiștilor au evidențiat că Oglinda spartă este un film destul de bun, cu o distribuție de mare calibru, cu unele secvențe excelente (ca, de exemplu, secvența de început în care Miss Marple dezvăluie soluția unui caz de crimă dintr-un film polițist după ce proiectorul cinematografic s-a defectat) și care transmite emoții puternice. Astfel, istoricul de film american Michael R. Pitts a scris în lucrarea Famous Movie Detectives II (1991) că „la fel ca și cele două filme anterioare cu Hercule Poirot, Oglinda spartă este un film relaxant, realizat într-un mod atrăgător, care le-a oferit lui Elizabeth Taylor și Kim Novak cele mai bune roluri de film din ultimii ani. Cu toate acestea, Angela Lansbury a fost atracția filmului în rolul Miss Marple, iar interpretarea personajului pe care a realizat-o este cea mai apropiată de sursa sa literară până în prezent.”.
Un alt specialist, istoricul de film britanic Scott Palmer, a susținut în cartea The Films of Agatha Christie (1993) că producătorii filmului Oglinda spartă au dovedit o grijă deosebită în selectarea distribuției, alegând interpreți care avuseseră succes în cinematografie în aceeași perioadă în care are loc acțiunea romanului Agathei Christie. Potrivit istoricului sus-menționat, Angela Lansbury oferă o „interpretare suculentă și eficientă” a lui Miss Marple, deși are un rol cu o durată redusă în comparație cu importanța sa. Palmer îi laudă, de asemenea, pe Edward Fox („inteligent și eficient într-un mod discret”), Elizabeth Taylor, Kim Novak („destul de bună, mai ales atunci când face schimb de insulte și ironii răutăcioase cu Taylor”), Rock Hudson și Tony Curtis (cu „o interpretare decentă” în acest film) și consemnează cu această ocazie că „până și rolurile mai mici sunt jucate de actori cu înaltă calificare și experiență în beneficiul publicului”. În afara interpretărilor, un merit important la succesul acestui film îl au imaginile care redau într-un mod adecvat spiritul acelor vremuri și muzica „minunată” a lui John Cameron.
Câțiva ani mai târziu, istoricul și enciclopedistul american Matthew Bunson, un alt specialist în ecranizările operei Agathei Christie, a susținut în The Complete Christie: An Agatha Christie Encyclopedia (2000), studiul său dedicat operei Agathei Christie și adaptărilor ei, că Angela Lansbury a fost o „Miss Marple neconvențională”, cu o interpretare frumoasă și memorabilă, dar producția companiei EMI s-a confruntat cu două mari dificultăți: lipsa de coeziune a distribuției sale de calibru greu, în contrast cu ceea ce se întâmplase în cazul filmului Crima din Orient Express, și interpretarea insuficient de fidelă a caracterului personajului principal de către Angela Lansbury. Potrivit cuvintelor lui Bunson, „[...] interpretarea lui Miss Marple de către Lansbury este agreabilă, dar de o fidelitate îndoielnică față de original. La fel ca Helen Hayes, Lansbury a ales să o facă pe Miss Marple mult mai simpatică și mai dulce decât detectiva din literatură. Ea este, de asemenea, uneori, un pic confuză, cu privirea goală și posedă, de asemenea, un simț al umorului fin, deși cam macabru. Deși a interpretat frumos – Lansbury nu are în niciun moment o interpretare rea –, nu este pur și simplu suficient pentru a fi o adevărată Miss Marple.”. Concluzia istoricului este că „interpretarea Angelei Lansbury și prezența unei distribuții cu adevărat de calibru greu nu au putut capta magia celor două producții anterioare ale companiei EMI”.
Enciclopedia cinematografică germană Lexikon des internationalen Films descrie astfel acest film: „Detectiva amatoare Miss Marple rezolvă, cu ajutorul nepotului ei, un inspector de la Scotland Yard, uciderea unei organizatoare de evenimente caritabile. Adaptare cinematografică liniștită și neinteresantă după Agatha Christie, care încearcă să compenseze lipsa de suspans printr-o distribuție de top: ca urmare a faptului că povestea are loc în mediul filmului, un număr mare de vedete de cinema din vremurile de altădată au ocazia să realizeze interpretări vanitoase și pedante.”. Oglinda spartă are în prezent un rating de aprobare de 62% pe site-ul agregatorului de recenzii Rotten Tomatoes, pe baza a 21 de recenzii (13 pozitive, 8 negative), cu o medie ponderată de 6,10/10. Nu există încă un consens critic cu privire la film.

### Premii
Filmul a fost nominalizat la două premii: Premiul Stinker pentru cea mai slabă actriță în rol secundar (Elizabeth Taylor) și Premiul Saturn pentru cea mai bună actriță (Angela Lansbury), fără a câștiga niciunul dintre ele. Premiul Saturn, decernat de Academy of Science Fiction, Fantasy & Horror Films din SUA, a fost câștigat de Karen Allen pentru rolul jucat în Indiana Jones și căutătorii arcei pierdute, în timp ce Premiul Stinkers a revenit actriței Rhonda Bates pentru rolul jucat în Roadie.
| An   | Premiu          | Categorie                             | Laureat          | Rezultat     |
| ---- | --------------- | ------------------------------------- | ---------------- | ------------ |
| 1980 | Premiul Stinker | Cea mai slabă actriță în rol secundar | Elizabeth Taylor | Nominalizare |
| 1982 | Premiul Saturn  | Cea mai bună actriță                  | Angela Lansbury  | Nominalizare |

## Alte ecranizări
Un remake al filmului cu un nume asemănător (The Mirror Crack'd from Side to Side) a fost realizat în anul 1992 pentru televiziunea britanică BBC, ca al doisprezecelea și ultimul episod al serialului de televiziune Agatha Christie's Miss Marple cu octogenara Joan Hickson în rolul domnișoarei Marple. Acest film a fost regizat de Norman Stone după scenariul lui T. R. Bowen și i-a mai avut în distribuție, printre alții, pe Claire Bloom (în rolul Marina Gregg), Barry Newman (în rolul lui Jason Rudd), Glynis Barber (în rolul Lola Brewster), John Castle (în rolul inspectorului Craddock) și Margaret Courtenay (în rolul Miss Knight). A fost difuzat în ziua de Crăciun a anului 1992 și a fost lansat ulterior pe DVD. Versiunea britanică cu Joan Hickson a fost considerată de fanii Agathei Christie „cu mult superioară” versiunii britanice cu Angela Lansbury, datorită fidelității foarte mari a scenariului față de romanul originar, a interpretării strălucite a lui Joan Hickson și a coeziunii mai mari a distribuției integral britanice față de cea a distribuției britanico-americane a versiunii mai vechi. Scott Palmer o descria ca o „dramatizare de primă clasă” datorită interpretării „cu aplomb” a lui Joan Hickson, a decorurilor și costumelor și a regiei lui Norman Stone, în timp ce Mark Aldridge scria că „această producție pare să fie mai cu picioarele pe pământ, cu personaje dezvoltate mai deplin în plan individual și nu cu pioni care se deplasează într-un joc al misterului. Versiunea BBC ar putea fi mai puțin distractivă ca piesă de divertisment general deoarece îi lipsește forța vedetelor și laturile amuzante ale filmului cu Lansbury, dar este o adaptare mai bună și o producție mai satisfăcătoare în ansamblu.”.
Romanul Agathei Christie a fost adaptat și în alte țări. Filmul indian Shubho Mahurat (2003), realizat în limba bengali de regizorul Rituparno Ghosh, preia unele elemente de bază ale intrigii (implicarea personajelor cheie în mediul cinematografic și motivația crimei), dar mută acțiunea în societatea indiană și o transformă pe celibatara Miss Marple într-o femeie căsătorită pe nume Ranga Pishima. Personajul principal, interpretat de populara actriță indiană Rakhee Gulzar, este mătușa unui jurnalist implicat în acest caz și rezolvă misterul cu ajutorul intuiției materne. Rezultatul final este o adaptare „interesantă și bine interpretată (chiar dacă excesiv de lungă)”, după opinia lui Mark Aldridge. O altă adaptare a acestui roman a fost realizată, de asemenea, în Japonia, în regia lui Kusuda Yasunobu și a fost difuzată în anul 2007.

## Galerie

### Locuri de filmare

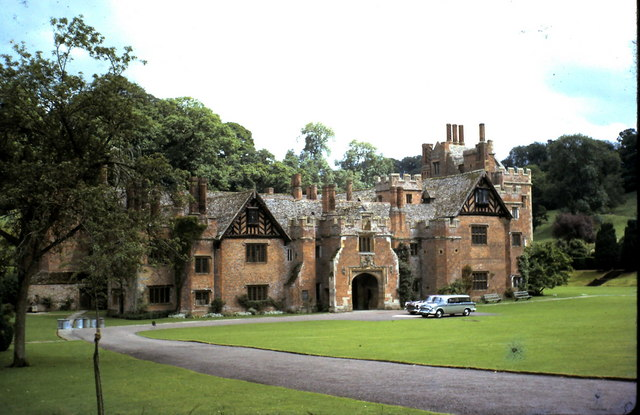
Conacul Compton Wynyates⁠(en)[traduceți] din parohia omonimă⁠(en)[traduceți]
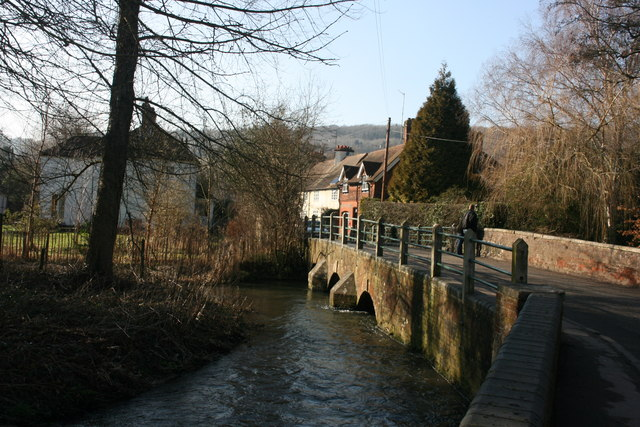
Podul peste râul Darent⁠(en)[traduceți] din satul Shoreham⁠(en)[traduceți]
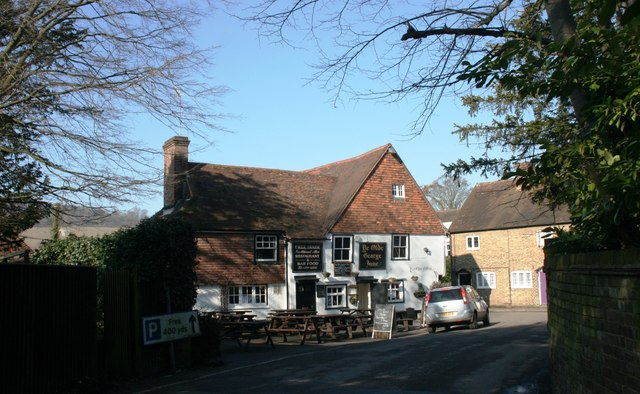
Hanul Ye Olde George din Shoreham⁠(en)[traduceți]
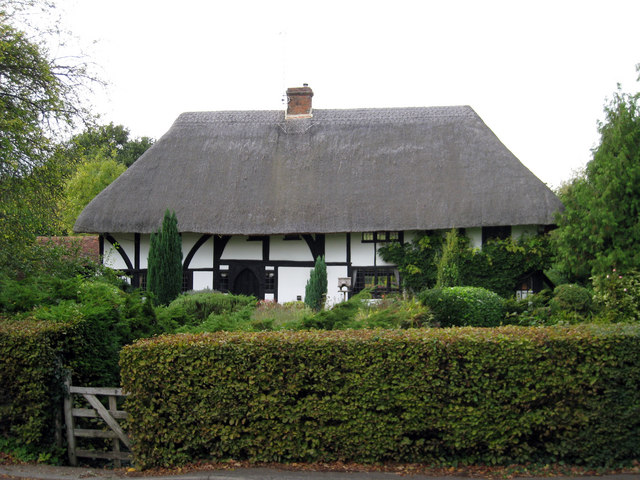
Căsuță din satul Smarden⁠(en)[traduceți] – căsuța lui Miss Marple
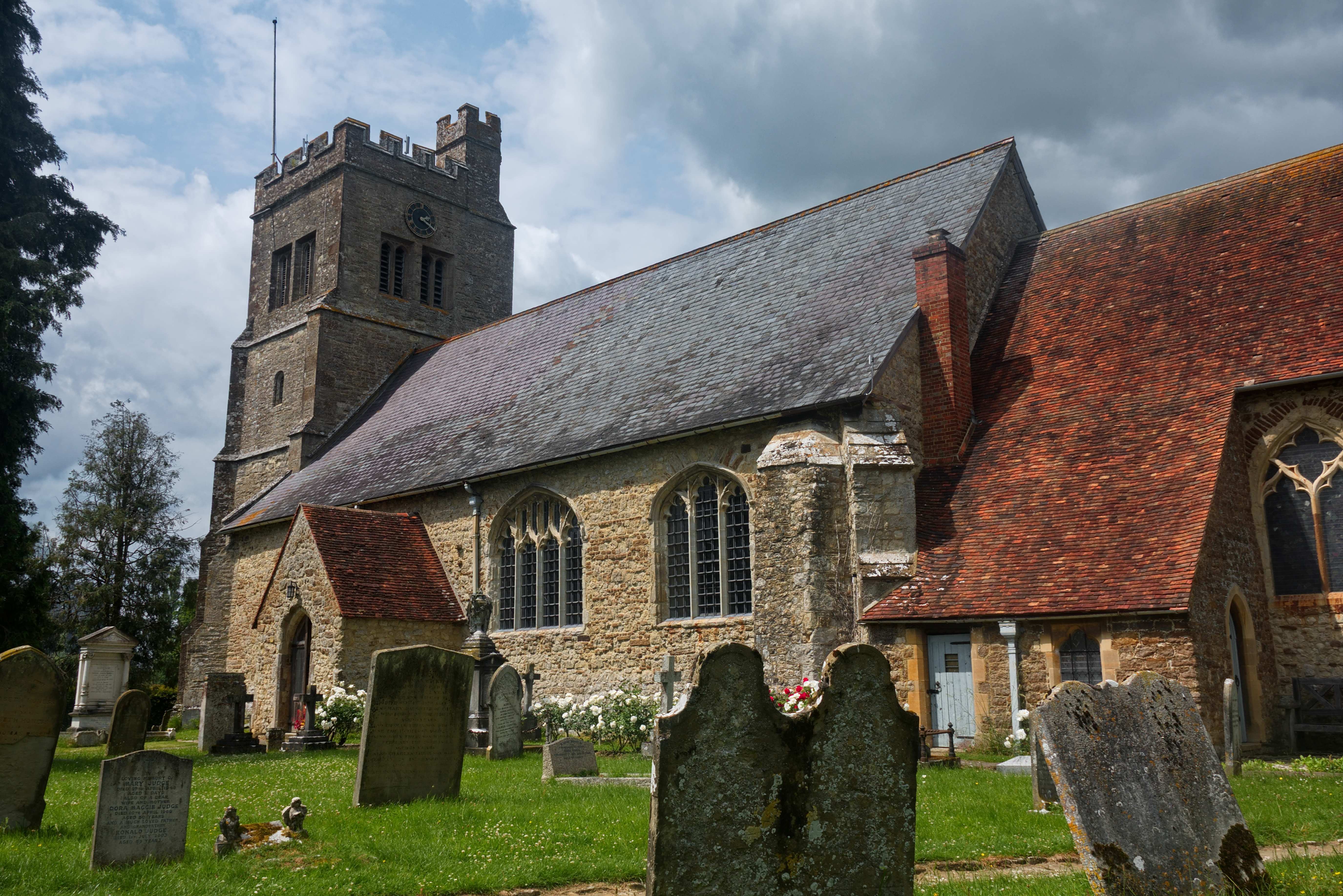
Biserica anglicană „Sf. Arhanghel Mihail” din satul Smarden⁠(en)[traduceți]
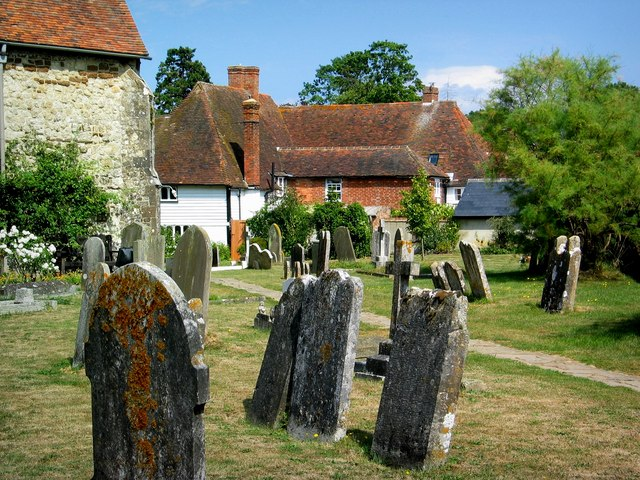
Curtea bisericii din Smarden
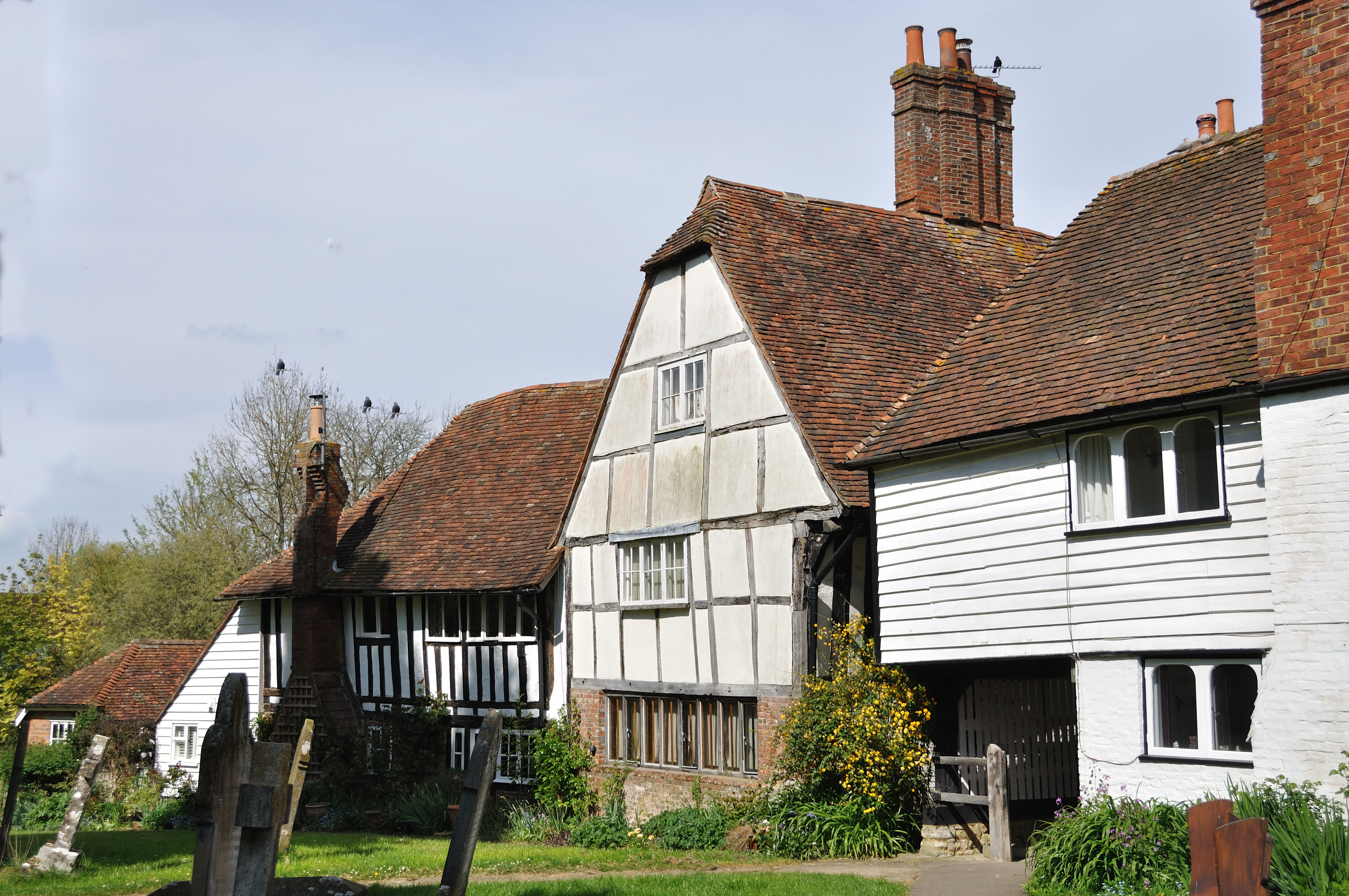
Case tradiționale din Smarden
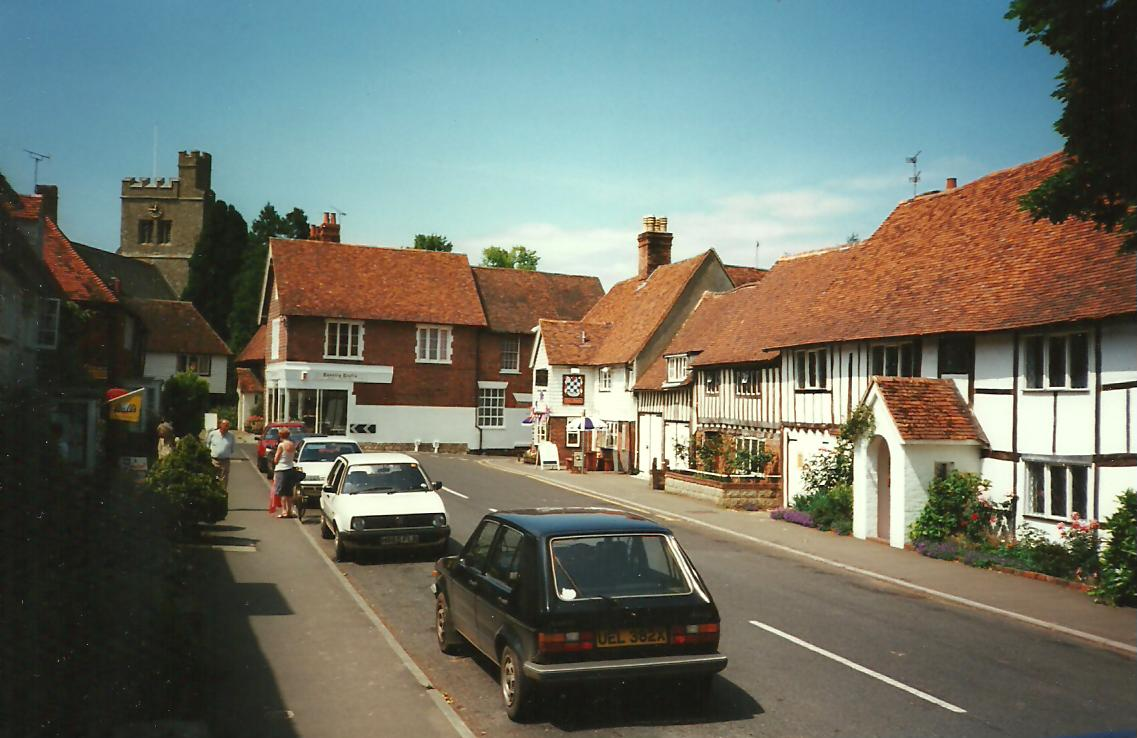
Stradă din Smarden
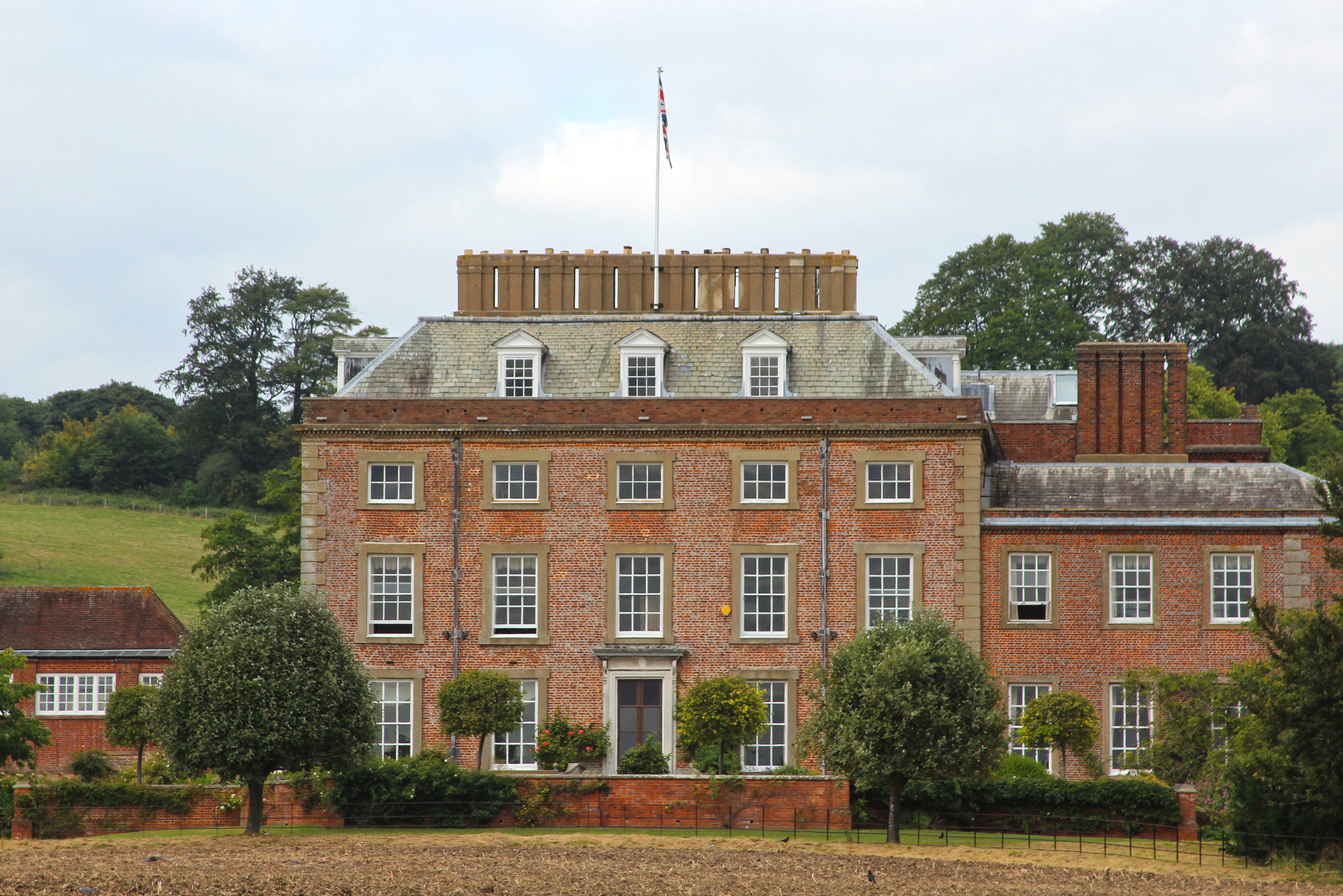
Conacul St Clere⁠(en)[traduceți] din cătunul Heaverham⁠(en)[traduceți] – Gossington Hall
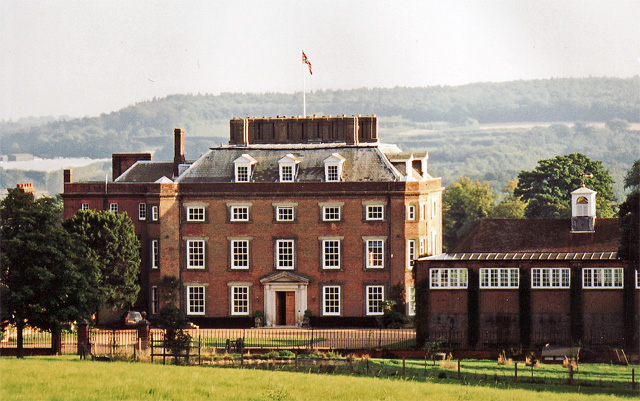
Conacul St Clere⁠(en)[traduceți] din cătunul Heaverham⁠(en)[traduceți]
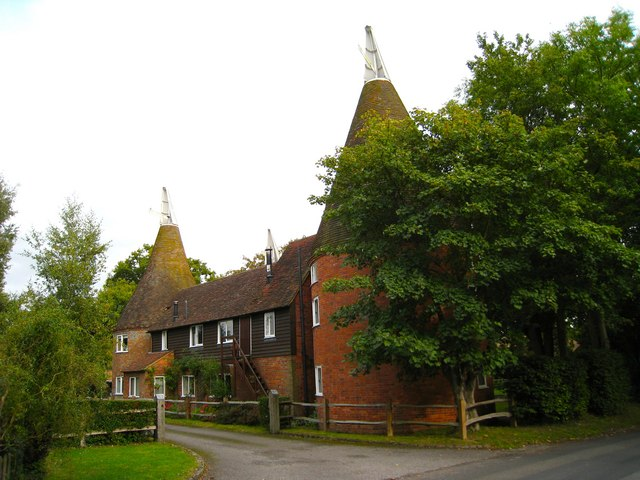
Fermă din Smarden – locul de unde au fost date telefoanele anonime
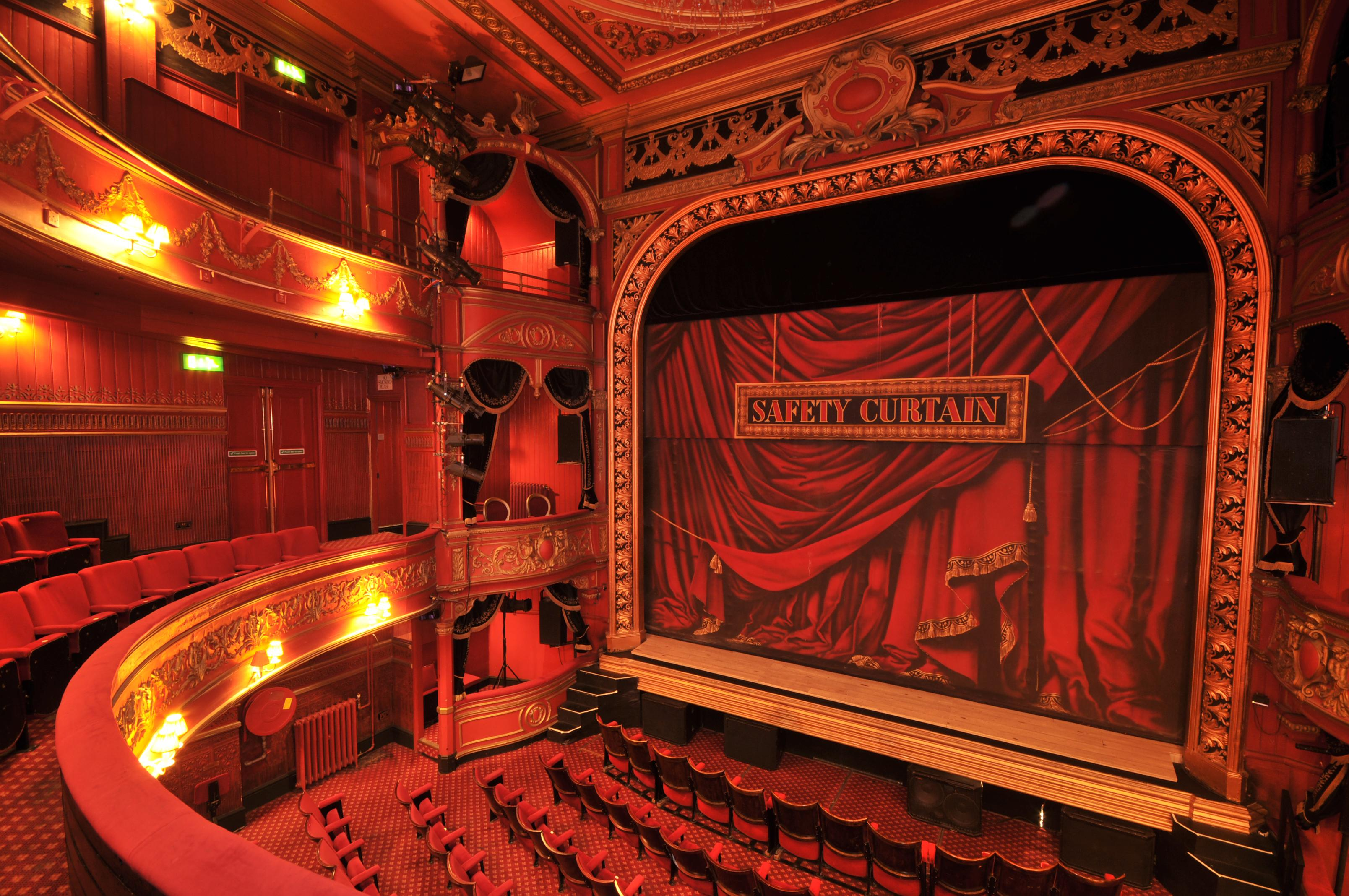
Theatre Royal Stratford East⁠(en)[traduceți] din orașul Stratford⁠(en)[traduceți] (East London⁠(en)[traduceți]) – locul reprezentațiilor Marinei